# 斯塔福德
斯塔福德是英國英格蘭西米德蘭茲的一個集鎮和斯塔福德郡的郡治。它位於伍爾弗漢普頓以北約15英里（24）、特倫特河畔斯托克以南15英里（24）、伯明翰西北24英里（39）。在2021年的人口普查中，該鎮的人口為70,145人，它是斯塔福德區內的主要定居點，該區的人口為 136,837人（2021年）。

## 歷史
斯塔福德（Stafford）一字是由staithe（渡口）和ford（較淺的水灘）構成，意思是渡口邊的水灘。最初的定居點位於一個乾燥的沙子和礫石半島上，該半島在筲河（特倫特河支流）充滿沼澤的河谷中提供了一個重要渡口。該鎮西北部仍有大片沼澤地，並曾在 1947 年、2000 年、2007 年和 2019 年遭受洪水侵襲。
斯塔福德被認為是在公元 700 年左右由一位名叫 Bertelin 的麥西亞王子建立的，傳說他在一個名為 Betheney 的半島上建立了一個隱居處。 直到最近，人們還認為在聖貝特林教堂的廢墟下發現了當時的木製佈道十字架的遺跡，該教堂位置在鎮中心，緊鄰後來的聖瑪麗學院教堂。最近對證據的重新評估表明這是一種誤解——大約在 913 年埃塞爾弗萊德建立堡壘的時候，它是一個樹幹棺材，放置在當地第一個木製禮拜堂的中央。它可能被放置在那裡作為對聖貝特林的紀念或崇敬。
早在中世紀早期它就已經是運送穀物貢品的中心， 913 年 7 月，麥西亞女領主埃塞爾弗萊德徵用了斯塔福德，並在當地建造了一座堡壘。這個防禦工事為集中生產羅馬式陶器（斯塔福德陶器）提供了一個工業區，這些陶器被供應給西米德蘭茲郡的一系列建有堡壘的定居地。
埃塞爾弗萊德和她的弟弟長者愛德華試圖完成他們父親阿爾弗雷德大帝將英格蘭塑造成一個單一王國的計劃。埃塞爾弗萊德是一位令人敬畏的軍事領袖和戰術家，她試圖通過加固堡壘來保護和擴大她統治麥西亞的北部和西部邊界以對抗丹麥維京人，包括 913 年的塔姆沃思和斯塔福德，以及 915 年默西河上的朗科恩，而長者愛德華則聚焦在東部，從丹麥人手中奪取了東安格利亞和埃塞克斯。盎格魯撒克遜女性可以在社會中發揮重要作用；埃塞爾弗萊德於 918 年去世，有效地結束了麥西亞的相對獨立。威塞克斯的長者愛德華接管了她在塔姆沃思的要塞，並接受了所有居住在麥西亞、丹麥或英國的人的臣服。 918 年末，埃塞爾弗萊德的女兒埃爾夫溫被剝奪了麥西亞的統治權，並被帶到威塞克斯。統一英格蘭的計劃又向前邁進了一步。
斯塔福德是埃塞爾弗萊德的軍事行動基地之一。廣泛的考古調查和最近的重新檢查和解釋表明，除了斯塔福德陶器，她在當地建立的產業包括為她的軍隊提供食物（屠宰、穀物加工、烘焙）、造幣和武器，但顯然沒有其他工藝品，也很少進口。斯塔福德郡大約在這個時候形成。
1071年，由麥西亞伯爵埃德溫領導的叛亂以埃德溫被暗殺和他的土地分給征服者威廉的追隨者而告終。諾曼人征服當地的手段尤為殘酷，他們除了徵收了一座城堡、帶來破壞外，還於此後約一世紀壓制當地幾乎所有產業的發展（除了斷斷續續的硬幣鑄造）。

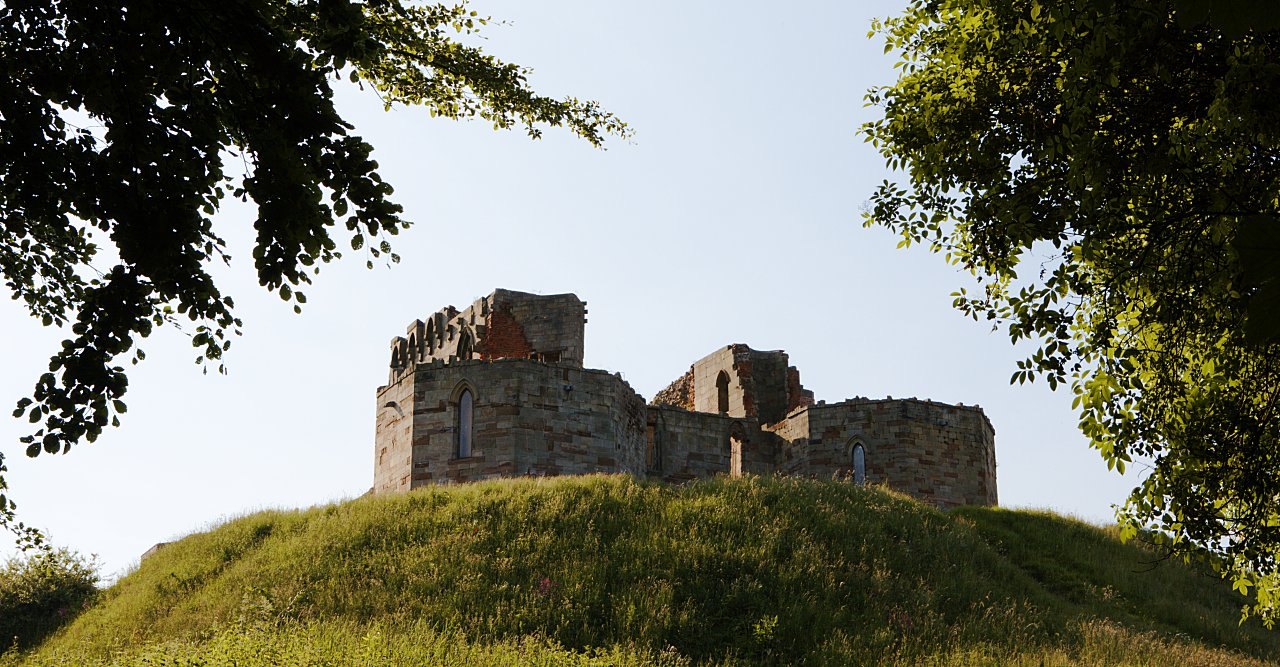
斯塔福德城堡

斯塔福德城堡由諾曼人於 1090 年左右在西部附近的山頂上建造，最初是用木頭建造的，後來用石頭重建。從那以後它已經重建了兩次。該城堡最後一次於 19 世紀以哥特復興式風格重建，現今已成廢墟。從土方工程上可見，該次重建仍沿用了大部分原有石塊。
斯塔福德於 12 世紀後期起重新發展。雖然教堂、主要的南北向街道和往東穿過撒克遜晚期工業區的道路得以保留，但城鎮規劃在其他方面發生了變化。在半島的西側建造了一個城寨城堡，俯瞰著一個淺灘，並在鎮西城堡教堂的山上面對著斯塔福德主城堡的遺址。當時半島上到處都是房屋，貿易和手工藝一直蓬勃發展至 14 世紀初。此後的衰落可能與黑死病有關。隨後當地在 16 世紀中葉得到復興。
1206 年，約翰國王授予創建斯塔福德區的皇家特許狀。斯塔福德成為一個中世紀的集鎮，主要經營布料和羊毛。雖然是郡鎮，但從埃塞爾弗萊德時代到伊麗莎白一世女王時代，斯塔福德需要一波又一波的外部投資來促進發展。
1399 年，效忠於亨利·博林布魯克（Henry Bolingbroke，未來的亨利四世）的軍隊將理查二世國王作為俘虜在鎮上游行。
當詹姆斯一世訪問斯塔福德時，據說他對郡廳（後曾作前斯塔福特郡法院）和其他建築（他稱之為「小倫敦」）的印象深刻。

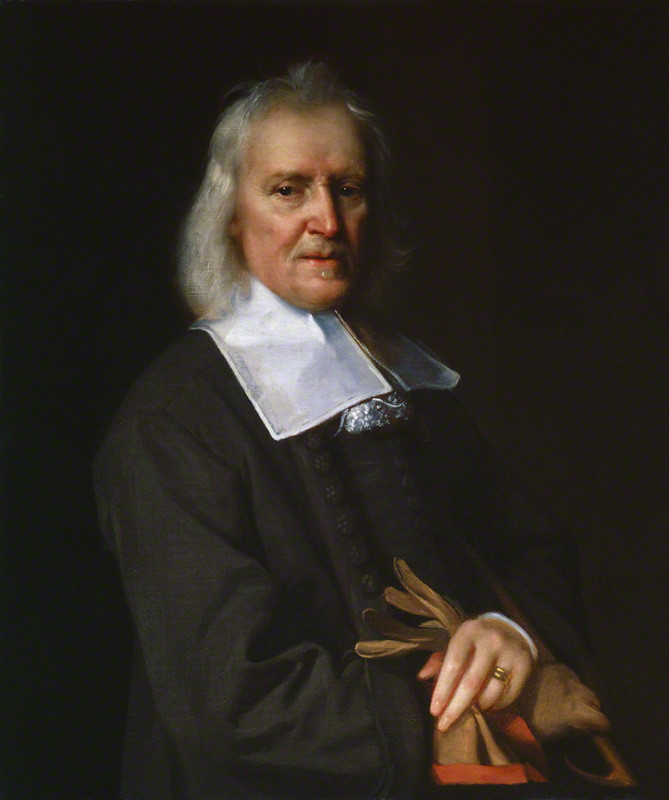
艾薩克·華爾頓肖像畫

英格蘭內戰爆發後不久，查理一世訪問了斯塔福德，並在古高屋（建於1595年的聯排別墅）停留了三天。在附近的霍普頓發生小規模戰鬥後，該鎮後來被國會議員佔領。斯塔福德後來還是落入了議會派之手，斯塔福德城堡在六週的圍攻之後也是如此。然而，其著名的兒子艾薩克·華爾頓，即《完美的釣魚者》的作者，卻是一位堅定的保皇黨人。
1658 年，曾在審判查理一世國王時擔任法官的約翰·布拉德肖於選舉後成為代表斯塔福德的國會議員。在查理二世統治期間，第一代斯塔福德子爵威廉·霍華德捲入天主教陰謀，其中提圖斯·奧茨 (Titus Oates) 聲稱陰謀殺害國王，從而激起反天主教情緒。斯塔福德勳爵是被告之一。不幸的是，他是第一個受審的人，並於 1680 年被斬首。指控是錯誤的，1685 年 6 月 4 日，針對他的剝奪公民權法案被撤銷。
1780 年，劇作家理查德·布林斯利·謝立丹在國會中代表該鎮。在此期間，該鎮的機械化製鞋業成立，最著名的工廠老闆是威廉·霍頓 (William Horton)。該行業在當地逐漸消亡，最後一家工廠於 2008 年關閉，原址已被重建。
1837 年，大交匯鐵路修建了一條從伯明翰到沃靈頓的線路，穿過該鎮並通過另一條線路在沃靈頓與利物浦-曼徹斯特鐵路相連。伯明翰自此與倫敦建立鐵路聯繫。斯塔福德成為一個主要鐵路樞紐，促進了當地其他行業的發展。 Friars' Walk 演習廳於 1913 年完工，正好趕上第一次世界大戰。
2006 年 3 月 31 日，女王伊利沙伯二世訪問該鎮參加 800 週年公民慶祝活動。
2013 年，斯塔福德舉辦了一系列以歷史為基礎的展覽，慶祝其成立 1,100 週年，而當地歷史學家尼克托馬斯和作家羅傑巴特斯則準備製作兩卷本的《斯塔福德的完整歷史》。

## 政府
斯塔福德郡議會和斯塔福德自治市鎮議會均位於該鎮。自1835年市議會組織法令通過以來，斯塔福德區區長辦公室就一直存在。2019-2020 年的區長是加雷斯·瓊斯。在 1978 年搬到位於河畔的新市政辦公室之前，區議會的總部設在區政廳。
斯塔福德擁有自己的國會選區，自 2019 年以來由保守黨西奧克拉克代表。

## 地標

### 古高屋
鎮中心的伊麗莎白時代古高屋（Ancient High House）是英格蘭最大的木結構聯排別墅。它現在是一個設有短期展覽的博物館。

### 斯塔福德城堡
斯塔福德城堡由諾曼人於 1090 年左右在西部附近的山頂上建造，取代了鎮上征服後的堡壘。它最初是用木頭建造的，後來又用石頭重建。從那以後，它已經重建了兩次。該城堡最後一次於 19 世紀以哥特復興式風格重建，現今已成廢墟。從土方工程上可見，該次重建仍沿用了大部分原有石塊。城堡設有遊客中心（提供視聽展示及舉辦不同活動），以及一個重建的中世紀藥草園。每年夏天，莎士比亞的作品都會在城堡場地上演。這座城堡是司機的地標，從 M6 高速公路就可以看到。

### 聖查德教堂

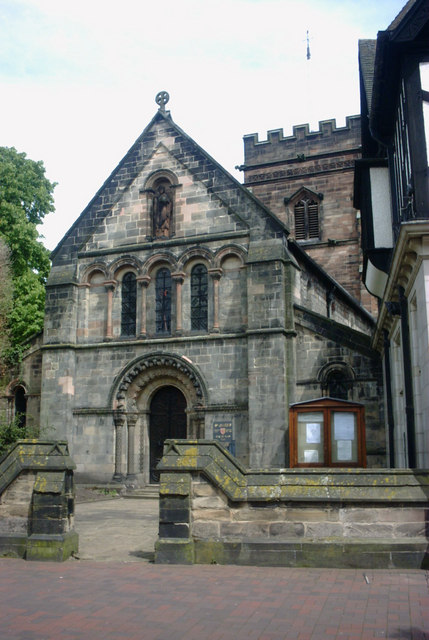
斯塔福德聖查德教堂

現在斯塔福德最古老的建築是聖查德教堂，其歷史可以追溯到 12 世紀。教堂的主體部分裝飾華麗。拱門和柱子上的雕刻可能是由一群在十字軍東征期間來到英國的中東石匠製作的。大部分石雕在 17 和 18 世紀被掩蓋，教堂呈現出新古典主義風格。在 19 世紀早期的修復中，對教堂進行了修復，並重新發現了諾曼式裝飾。教堂設有「時間漫步」（Timewalk，一個電腦生成的展示），講述了教堂的歷史和牆壁內的神秘之處。

### 聖瑪麗教堂
聖瑪麗教堂是一座學院教堂，以前與聖貝特林小教堂相連，於 13 世紀初按照十字形計劃重建，具有那個時期典型的帶過道的中殿和聖壇。它有一座令人印象深刻的八角形塔樓，頂部曾經是一座高大的尖塔。教堂實際上是兩個教堂合二為一，被屏風隔開，教區使用中殿，法政牧師社群則使用聖壇。 1842 年，建築師賈萊斯·吉爾伯特·斯科特修復了聖瑪麗教堂。

### 郡廳和集市廣場
郡廳（Shire Hall）建於 1798 年，是斯塔福德市長和書記官的法院和辦公室。 郡廳經是該鎮的法院，是一座二級保護建築。在新議會大樓內的新設施落成之前，該建築曾被用作藝術畫廊和圖書館。
利奇菲爾德路上的綠廳（Green Hall）是一座二級保護莊園（現為公寓），最初建於 1810 年左右，1880 年後開始被稱為綠廳。它以前被用作女子學校和議會辦公室。

## 文化及消閒

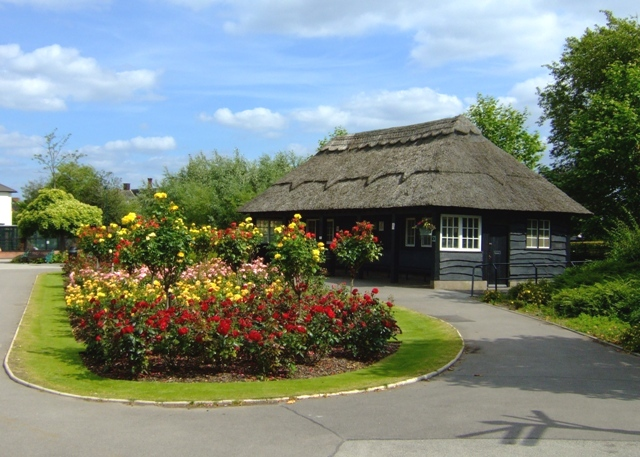
斯塔福德維多利亞公園

斯塔福德門樓劇院是鎮上主要的娛樂和文化場所。郡廳裡有一個藝術畫廊。斯塔福德郡展覽場就在鎮外，舉辦許多國家和地方活動。斯塔福德城堡一年一度的莎士比亞戲劇節吸引了許多知名人士，包括克里斯·西維。
維多利亞公園於 1908 年開放，是一座佔地 13 英畝（53 公頃）的愛德華時代河濱公園，內有遊樂園、保齡球場、鳥籠和溫室。它有一個兒童遊樂區，一個取代了露天戲水池的噴沙和噴水區，以及一個小輪車/滑板區。
近年來鎮中心近河畔一帶得到重新發展，特別是在大街盡頭落成的新歐典電影院。該院取代了原本位於高街、設備老舊的舊院。
夜生活包括較小的酒吧和俱樂部場所，例如「葡萄」（The Grapes）、「畫樓」（Picture House，建於1913年，現為2級登錄建築）、夜總會和現場音樂表演場所。其中大部分都在彼此的步行距離之內。

## 氣候
與不列顛群島大部分地區一樣，斯塔福德擁有海洋性氣候，冬天較溫和，夏天較涼爽。最接近斯塔福德的英國氣象局氣象觀測站位於該鎮以南約5英里處。
| 斯塔福德 （海拔101米）, 1971–2000 | 斯塔福德 （海拔101米）, 1971–2000 | 斯塔福德 （海拔101米）, 1971–2000 | 斯塔福德 （海拔101米）, 1971–2000 | 斯塔福德 （海拔101米）, 1971–2000 | 斯塔福德 （海拔101米）, 1971–2000 | 斯塔福德 （海拔101米）, 1971–2000 | 斯塔福德 （海拔101米）, 1971–2000 | 斯塔福德 （海拔101米）, 1971–2000 | 斯塔福德 （海拔101米）, 1971–2000 | 斯塔福德 （海拔101米）, 1971–2000 | 斯塔福德 （海拔101米）, 1971–2000 | 斯塔福德 （海拔101米）, 1971–2000 | 斯塔福德 （海拔101米）, 1971–2000 |
| 月份                              | 1月                               | 2月                               | 3月                               | 4月                               | 5月                               | 6月                               | 7月                               | 8月                               | 9月                               | 10月                              | 11月                              | 12月                              | 全年                              |
| --------------------------------- | --------------------------------- | --------------------------------- | --------------------------------- | --------------------------------- | --------------------------------- | --------------------------------- | --------------------------------- | --------------------------------- | --------------------------------- | --------------------------------- | --------------------------------- | --------------------------------- | --------------------------------- |
| 平均高温 °C（°F）                 | 6.5 (43.7)                        | 6.9 (44.4)                        | 9.5 (49.1)                        | 12.0 (53.6)                       | 15.7 (60.3)                       | 18.4 (65.1)                       | 21.1 (70.0)                       | 20.8 (69.4)                       | 17.5 (63.5)                       | 13.5 (56.3)                       | 9.5 (49.1)                        | 7.4 (45.3)                        | 13.3 (55.9)                       |
| 平均低温 °C（°F）                 | 1.0 (33.8)                        | 1.0 (33.8)                        | 2.5 (36.5)                        | 3.5 (38.3)                        | 6.2 (43.2)                        | 8.9 (48.0)                        | 11.1 (52.0)                       | 10.9 (51.6)                       | 9.0 (48.2)                        | 6.4 (43.5)                        | 3.3 (37.9)                        | 1.8 (35.2)                        | 5.5 (41.9)                        |
| 平均降水量 mm（）                 | 62.7 (2.47)                       | 44.4 (1.75)                       | 51.2 (2.02)                       | 48.5 (1.91)                       | 52.7 (2.07)                       | 59.3 (2.33)                       | 46.7 (1.84)                       | 57.7 (2.27)                       | 63.6 (2.50)                       | 60.5 (2.38)                       | 62.0 (2.44)                       | 66.8 (2.63)                       | 676.0 (26.61)                     |
| 月均日照時數                      | 45.3                              | 59.0                              | 89.9                              | 129.9                             | 179.5                             | 160.8                             | 183.5                             | 168.6                             | 122.1                             | 94.6                              | 58.5                              | 38.4                              | 1,330.1                           |
| 来源：英國氣象局                  |                                   |                                   |                                   |                                   |                                   |                                   |                                   |                                   |                                   |                                   |                                   |                                   |                                   |

## 經濟
斯塔福德的製鞋歷史可追溯到 1476 年，當時還是家庭手工業，但在 1700 年代當地開始引入專業工序製鞋。威廉·霍頓（William Horton）於 1767 年創立了一家公司，後來成為斯塔福德最大的製鞋公司，產品銷往全球。他通過該鎮的國會議員 (MP)、劇作家理查德·布林斯利·謝立丹獲得了多項政府合同。當地的製鞋業在 20 世紀後期逐漸消亡，蓮履（Lotus Shoes）成為當地最後的製造商。其位於桑登（Sandon）路的工廠於 2001 年被拆除，取而代之的是房屋。
WG Bagnall 機車公司成立於 1875 年，為倫敦、米德蘭和蘇格蘭鐵路以及大西部鐵路製造蒸汽機車。 1875 年至 1962 年間，其位於當地的機廠生產了 1,660 台機車，包括蒸汽機車、柴油機車和電力機車。它與同樣位於斯塔福德的發動機製造商 WH Dorman & Company 合併後，於 1962 年被英國電氣收購。
自 1903 年以來，斯塔福德其中一項主要的工業活動是製造重型輸電設備，尤其是發電廠變壓器。該些工廠先後為西門子、英國電氣、英國通用電氣公司、阿爾斯通和阿海琺。 2009 年底，阿海琺被分拆給前所有者阿爾斯通和施耐德電機。 2015 年底，該些工廠被通用電氣收購，將斯塔福德整合為 HVDC、交流變電站和換流變壓器的卓越中心。每台變壓器重達數百噸，採用汽車列車運輸。在 1968 年1月6日的希克森鐵路事故（希克森位於斯塔福德東北12.6公里處）中，一列正運送一個重達120噸的變壓器（從斯塔福德的英國電氣工廠至）的汽車列車在平交道口被特快列車撞倒，導致11人死亡、45人受傷。
史丹福郡大學曾於斯塔福德設立計算機科學及資訊科技校區，但該些學科及部門已遷至特倫特河畔斯托克。該大學斯塔福德校區目前只剩下健康學院，以教授醫療護理。斯托克主校區位於北部約 18 英里（30 公里）處。

## 人口
在 2021 年的人口普查中，斯塔福德有 70,145 名居民，高於 2011 年人口普查的 68,472 人和 2001 年人口普查的 62,440 人。
在 2021 年的種族方面：
- 90.6% 的斯塔福德居民是白人；
- 4.5% 是亞洲人；
- 1.6% 是黑人；
- 2.3% 是混合種族；
- 0.7% 是來自其他種族。

在宗教方面，51.8%的斯塔福德居民認為自己是基督徒，42.9%表示自己沒有宗教信仰，1.7%是穆斯林，1.5%是印度教徒，0.8%是錫克教徒，0.6%是佛教徒，0.6%是其他宗教。

## 交通

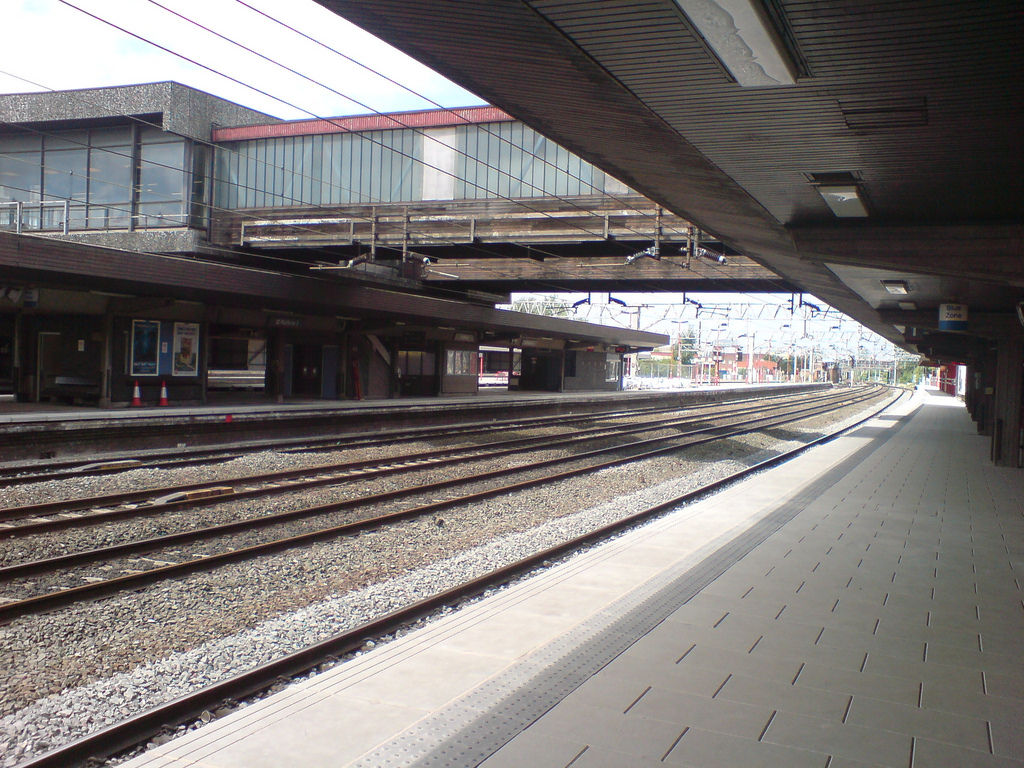
斯塔福德火車站

### 鐵路
斯塔福德火車站曾經是一個主要的鐵路樞紐，但在 1939 年斯塔福德至尤托克西特線的客運服務暫停以及比欽於 1964 年關閉斯塔福德至什魯斯伯里線後，該站自此沒有了東西向交通。直到 2008 年，途經橫貫國家路線的列車（當時由維珍鐵路運營）在斯塔福德站停靠的頻率有所降低。自從縱貫鐵路（Arriva）在 2008 年接管特許經營權並採用了新的時間表後，情況發生了逆轉。目前曼徹斯特皮卡迪利和伯明翰新街之間的縱貫鐵路列車服務總是在斯塔福德停靠，工作日通常每小時一班。抵達伯明翰之後，南行列車交替以雷丁或伯恩茅斯為終點站。
Avanti 西海岸於斯塔福德站提供的列車服務為：
| 倫敦 - 切斯特和北威爾斯                    | 倫敦 - 切斯特和北威爾斯 | 倫敦 - 切斯特和北威爾斯                                                               |
| 路線                                       | 班次                    | 備註                                                                                  |
| ------------------------------------------ | ----------------------- | ------------------------------------------------------------------------------------- |
| 倫敦尤斯頓 - 霍利希德                      | 每日8班                 | 每日1班次會中途拆解，拆解後部分列車會前往雷克斯漢姆中央 每日有2班列車以切斯特為終點站 |
| 倫敦 - 曼徹斯特                            |                         |                                                                                       |
| 路線                                       | 班次                    | 備註                                                                                  |
| 倫敦尤斯頓 - 曼徹斯特皮卡迪利（經克魯）    | 每小時1班               |                                                                                       |
| 倫敦及西米德蘭 - 西北英格蘭及蘇格蘭        |                         |                                                                                       |
| 路線                                       | 班次                    | 備註                                                                                  |
| 倫敦尤斯頓 - 黑池北                        | 每日1班                 | 僅週一至五提供服務                                                                    |
| 倫敦尤斯頓 - 愛丁堡威瓦利 （經伯明翰新街） | 每2小時1班              |                                                                                       |
| 倫敦尤斯頓 - 格拉斯哥中央（經伯明翰新街）  | 每日5班                 |                                                                                       |
| 倫敦尤斯頓 - 黑池北（經伯明翰新街）        | 每日2班                 |                                                                                       |

西米德蘭茲列車於斯塔福德站提供的列車服務為：
| 西海岸主線                | 西海岸主線 |
| 路線                      | 班次       |
| ------------------------- | ---------- |
| 倫敦尤斯頓 - 克魯         | 每小時1班  |
| 伯明翰新街 - 克魯         | 每小時1班  |
| 伯明翰新街 - 利物浦萊姆街 | 每小時1班  |

### 道路
M6高速公路的 13 號交匯處（斯塔福德南和中部）和 14 號交匯處（斯塔福德北）提供通往該鎮的通道，因此可以輕鬆到達伯明翰和曼徹斯特。 A34 高速公路穿過市中心，向北連接斯通（Stone）和特倫特河畔斯托克，向南連接西米德蘭茲大都市圈，包括伯明翰、沃爾索爾和伍爾弗漢普頓。 A518 公路將斯塔福德與西南部的特爾福德和東北部的尤克西斯特連接起來。這是通往奧爾頓塔主題公園的主要路線。 A449 從鎮中心向南延伸至伍爾弗漢普頓。最後，A513 公路從斯塔福德向東延伸至魯吉利（Rugeley）和利奇菲爾德。
斯塔福德的大部分巴士服務由 D&G 巴士運營，提供前往利奇菲爾德、坎諾克和魯吉利的服務，而 Arriva 米德蘭茲則運營一條前往特爾福德的巴士路線。此外，第一集團亦有營運巴士路線（101號）前往斯通和特倫特河畔斯托克。

## 公共服務

### 郡政府

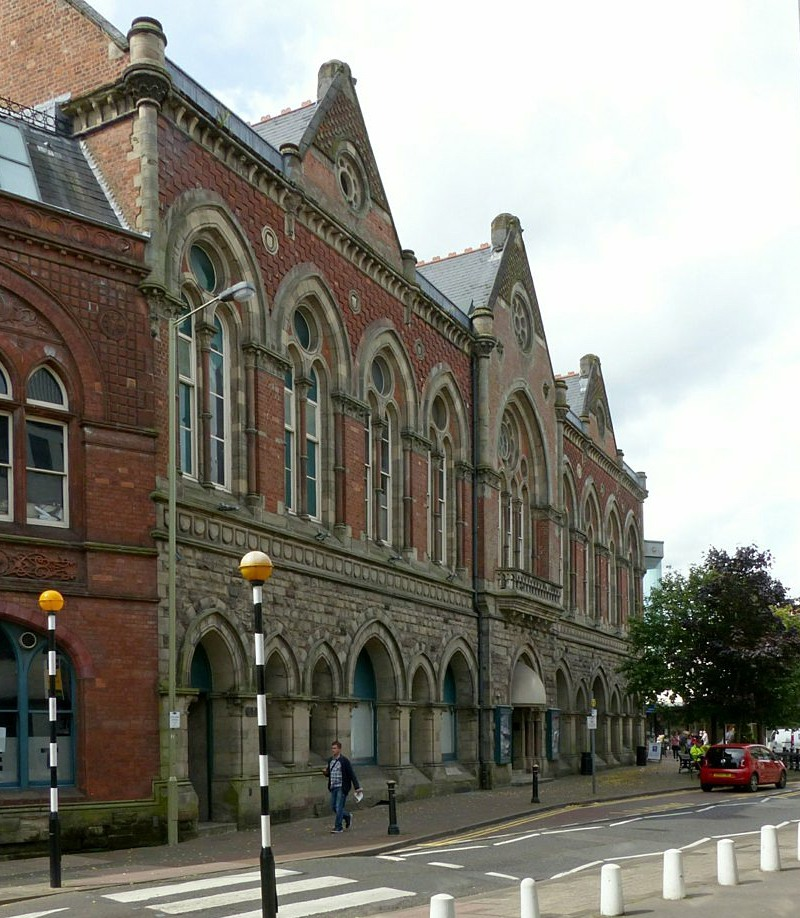
在東門街的自治市鎮廳

斯塔福德郡議會總部位於斯塔福德市中心。鎮上的大多數工作人員都在 2011 年完工的斯塔福德郡廣場中工作。行政人員轉移到斯塔福德郡廣場後，大部分原來的辦公室用地被轉變為私人住宅用途，但郡議會仍在馬丁街 （Martin St.）的郡政大樓舉行會議。
在 20 世紀的大部分時間裡，地方市政委員會都設在東門街的自治市鎮廳。在 1974 年地方政府重組之後，擴大後的斯塔福德區議會在河畔建造了一個現代化的市政中心，並於 1978 年完工。
該鎮的主要圖書館曾經位於郡廳，現已搬到斯塔福德郡廣場1號的底層，市郊亦設有較小的圖書館。

### 醫療
該鎮的主要郡醫院提供一系列非專科醫療和外科服務。它的急診室是該鎮唯一的此類設施。該醫院在 2009 年 3 月發布了一份詳細說明院內主要過失的醫療保健委員會報告，成為全國新聞。
聖喬治醫院是南斯塔福德郡和什羅普郡醫療保健信託基金的一部分，由兩家歷史悠久的醫院——金麥德（Kingsmead）醫院（以前是一家老年護理機構）和聖喬治精神病院合併而成。它提供心理健康服務，包括精神病重症加護病房、安全病房、飲食失調病房、老年人和精神脆弱的 EMI 病房、吸毒和酗酒成癮服務以及開放病房。該院亦有一個門診設施，該鎮的匿名戒酒會也在那裡開會。 位於羅利（Rowley）公園的羅利廳醫院是私人醫院，但提供一些國民保健署治療服務。

## 體育
斯塔福德擁有三個足球會（包括斯塔福特流浪足球會）；他們都沒有達到完全專業的水平。
該鎮有兩個橄欖球聯盟俱樂部，儘管他們的比賽水平也不高。
當地有一家曲棍球俱樂部，擁有八支成年球隊。
斯塔福德郵局步槍和手槍俱樂部是英國內政部批准的步槍俱樂部，成立於 1956 年。它有一個 25 碼的室內靶場，與斯塔福德郵局社交俱樂部相連。除了近距離的室內射擊設施外，俱樂部還有多個室外靶場，用於進行更大口徑的遠距離射擊。
斯塔福德板球和曲棍球俱樂部在當地擁有 11 英畝（4 公頃）的土地，並舉辦多項運動：夏季有兩個板球場，冬季有足球、迷你足球、橄欖球和曲棍球設施。 1999 年，它贏得了 200,000 英鎊的彩票撥款，用於建造一個於 2000 年竣工的新館，其中有六個更衣室和一個多功能廳。板球部分歡迎各種能力的球員。四支高級十一人球隊在周六比賽。首兩名會在北斯塔福德郡和南柴郡聯賽中比賽。第三和第四名則在斯通和地區板球聯賽中比賽。
2018 年 12 月，在斯塔福德的伊莎貝爾小徑上推出了公園跑步（Parkrun，每週免費計時 5 公里跑步/步行），這是一條沿著斯塔福德 - 烏托克西特鐵路一部分的公共步行/自行車道。跑步/步行在星期六早上 09:00 開始，從Sainsbury's超市旁邊的伊莎貝爾小徑南端開始。

## 斯塔福德結

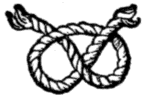
斯塔福德結

斯塔福德結是代表斯塔福德郡和斯塔福德的傳統繩結，並於標誌、紋章、建築上使用。斯塔福德結亦成為了當地一間酒吧的名稱。

## 名人
來自斯塔福德的著名人物包括 17 世紀的《完美的釣魚者》的作者艾薩克·華爾頓，以及 18 世紀的劇作家理查德·布林斯利·謝立丹，他曾經是代表當地的國會議員。
斯塔福德男爵是英格蘭貴族中多次設立的頭銜。

## 友好城市
- 法國 贝尔福
- 德国 德賴艾希
- 波蘭 斯卡日斯科-卡緬納
- 美国 斯塔福德（維珍尼亞州）
- 西班牙 塔拉戈納